# Georg Carl Berendt
Georg Carl Berendt, född den 13 juli 1790 i Danzig, död där den 4 januari 1850, var en tysk läkare och paleontolog.
Berendt studerade medicin och botanik vid universitetet i Königsberg och hade från 1814 en läkarpraktik i sin hemstad. Han är ihågkommen för sin stora bärnstenssamling som omfattade 4 216 specimen av inbäddade kvarlevor från växter, insekter, spindeldjur, mångfotingar med mera. Hans samling finns nu vid Museum für Naturkunde i Berlin.
Tillsammans med paleobotanikern Heinrich Göppert (1800–1884) utgav han ett verk under titeln Der Bernstein und die in ihm befindlichen Pflanzenreste der Vorwelt (1845) och 1854 publicerade entomologen Carl Ludwig Koch (1778–1857) traktaten Die im Bernstein befindlichen Myriapoden, Arachniden und Apteren der Vorwelt, som baseras på material från Berendts bärnstenssamling.